# Gall nival del Caspi
El gall nival del Caspi (Tetraogallus caspius) és una espècie d'ocell de la família dels fasiànids (Phasianidae) que habita vessants rocallosos i matolls de Turquia, Armènia i oest i nord de l'Iran.